# Conflans-sur-Seine
Conflans-sur-Seine je francouzská obec v departementu Marne v regionu Grand Est. V roce 2010 zde žilo 678 obyvatel. Leží na břehu řeky Seiny.

## Vývoj počtu obyvatel
Počet obyvatel